# الدحلة (الرس)
الدحلة هي أحد مراكز فئة (ب) التي تقع في جنوب غرب محافظة الرس، والتابعة إلى منطقة القصيم في السعودية.